# Ормилија
Ормилија (грч. Ορμύλια) је насељено место у општини Полигирос у периферији Средишња Македонија, Грчка. Према попису из 2021. године било је 2.863 становника.
Према бугарском географу и историчару, Василу Канчову, у Ормилији је 1900. године живело 1.500 Грка.